# Guillaume Soro
Pour les articles homonymes, voir Soro.
 (septembre 2022).
L'article doit être relu — et modifié si nécessaire — par des contributeurs indépendants pour apporter un regard critique aux contributions effectuées en violation des conditions d'utilisation de Wikipédia, tant sur la forme (notamment concernant le style encyclopédique, la proportionnalité) que sur le fond (la neutralité de point de vue, la qualité et l'indépendance des sources).
Guillaume Kigbafori Soro, né le 8 mai 1972 à Kofiplé, sous-préfecture de Diawala, dans le département de Ferkessédougou, est un homme d'État ivoirien.
Il est Premier ministre de 2007 (conformément à l'accord politique de Ouagadougou) à 2012 et président de l'Assemblée nationale ivoirienne de 2012 à 2019.

## Biographie

### Enfance et formation
Guillaume Kigbafori Soro est né le 8 mai 1972 à Kofiplé,. Guillaume Soro est un Sénoufo de Ferkessédougou (nord de la Côte d'Ivoire) et est de confession catholique. Père de 4 enfants, il partage sa vie avec Sylvie Tagro, une Bétée du sud-ouest de la Côte d'Ivoire, depuis ses années de lutte estudiantine. Son père, Clément Soro Sanga, milite au Parti démocratique de Côte d’Ivoire (PDCI).

### Parcours universitaire
Surnommé le Che ou encore Bogota, Guillaume Soro s'engage au sein de la Fédération estudiantine et scolaire de Côte d'Ivoire (FESCI) dont il devient le secrétaire général de 1995 à 1998 alors qu'il préparait une licence d'anglais à l'université Félix-Houphouët-Boigny d'Abidjan. À la faculté des lettres, arts et sciences humaines (FLASH), il obtient une licence d'anglais et le C2 (certificat 2) de maîtrise sans toutefois soutenir son mémoire. En décembre 1998, il quitte la tête de la FESCI et part l'année suivante, en 1999, poursuivre ses études en France où il s'inscrit simultanément aux universités Paris-VII et Paris-VIII, respectivement pour des cours d'anglais et de sciences politiques.
En 2018, il obtient un MBA de l'École de commerce de Lyon.

### Débuts politiques
En novembre 1999, à la suite de la grave crise qui secoue la Côte d'Ivoire, avec l'arrestation, la détention et la condamnation de la direction du Rassemblement des républicains (RDR), il est de retour dans son pays pour participer aux côtés de l'opposition aux mobilisations en vue de la libération des prisonniers politiques.
Il est en Côte d'Ivoire lorsqu'intervient le coup d'État du 24 décembre 1999. Il avait auparavant créé le Forum international des étudiants francophones (FIEF), se gardant ouvertement de s'allier politiquement au Rassemblement des républicains d'Alassane Ouattara.
En décembre 1999, on le voit aux côtés de Robert Guéï après son coup d'État réussi, mais il s'oppose à lui et s'allie à Alassane Ouattara lorsque celui-ci est exclu de l'élection présidentielle en 2000.

### Responsable de la rébellion
En 2000, Laurent Gbagbo devient président. Avec la bienveillance du président burkinabè Blaise Compaoré, Soro s’installe dans une maison modeste de Ouagadougou, où il participe à l'organisation d'une rébellion pour renverser le nouveau chef de l'État.
En 2002, les Forces nouvelles tentent un coup d'État à Abidjan, mais l’opération échoue. Guillaume Soro réapparaît en septembre 2002, lorsque les Forces nouvelles lancent sans succès une tentative de coup d'État à Abidjan, en qualité de porte-parole puis secrétaire général de la branche politique du Mouvement patriotique de Côte d’Ivoire (MPCI), qui deviennent après les négociations de Linas-Marcoussis, les Forces nouvelles de Côte d'Ivoire, mouvement rebelle. Recherché par les militaires ivoiriens, Soro quitte le pays déguisé en femme.
Le poste de secrétaire général par intérim des Forces nouvelles est entre temps occupé par le ministre d'État, ministre de la Justice, Mamadou Koné.

### Au gouvernement de réconciliation nationale puis de transition
Guillaume Soro participe au gouvernement de réconciliation nationale de février 2003 à mai 2004, puis d'août 2004 à décembre 2005, comme ministre de la Communication. Le 28 décembre, il est nommé ministre d'État, de la Reconstruction et de la Réinsertion dans le gouvernement de Charles Konan Banny.
La signature de l'accord politique de Ouagadougou offre aux Forces nouvelles le poste de Premier ministre. Les Forces nouvelles désignent leur secrétaire général, Guillaume Soro, le 26 mars 2007 pour exercer cette fonction,.
Guillaume Soro entre en fonction le 4 avril et son gouvernement est installé trois jours plus tard. Le gouvernement doit mettre en place notamment deux points clefs de l'accord politique de Ouagadougou : la préparation d'élections devant se tenir dans les dix mois à compter de mars 2007, puis l'unification des Forces armées des Forces nouvelles (FAFN) et des Forces armées nationales de Côte d'Ivoire (FANCI),.

### Tentatives d'assassinat contre Guillaume Soro
Guillaume Soro a échappé à six tentatives d'assassinat. Les deux plus marquantes sont certainement le guet-apens dans lequel il est tombé dans l'enceinte de la Radiodiffusion télévision ivoirienne (RTI) le 27 juin 2003 ainsi que l’attentat du 29 juin 2007 contre le Fokker 100 qui le transporte.
Il aurait également échappé à la mort à la Radio télévision ivoirienne (RTI) le 27 juin 2003. Alors ministre de la Communication, il s'y rend pour une visite. 300 jeunes armés de gourdins et armes blanches, ayant appris sa présence à la RTI, s'y rendent pour le pourchasser. Réfugié dans l'infirmerie, il en est exfiltré grâce à un jeune capitaine de la gendarmerie, après une demande de la France aux autorités ivoiriennes de protéger Guillaume Soro, signataire des accords de paix,,.
Le vendredi 29 juin 2007, Soro échappe à un attentat à la roquette lors de l'atterrissage de l'avion dans lequel il était lors de sa venue à Bouaké, fief de la rébellion. Un côté de l'avion est éventré. Quatre membres de son équipage sont tués et plusieurs sont grièvement blessés,. Il se pourrait que les auteurs soient des éléments de son armée rebelle qui lui reprochent de ne pas avoir été consultés avant la signature de l'accord de Ouagadougou[source insuffisante].

### Sous la présidence d'Alassane Ouattara

#### Premier ministre
Le 4 décembre 2010, alors qu'éclate une controverse sur les résultats du deuxième tour de l'élection présidentielle du 28 novembre, Soro accuse Laurent Gbagbo d'être un tricheur et de se comporter en dictateur. Il demande à la communauté internationale de faire pression pour que Gbagbo quitte le pouvoir. Guillaume Soro remet sa démission à Alassane Ouattara qu'il reconnaît comme vainqueur légitime du second tour de l'élection face à Laurent Gbagbo, dont il était le Premier ministre depuis 2007. Ce dernier le reconduit dans ses fonctions de Premier ministre. Soro forme alors son nouveau gouvernement le 6 décembre dans lequel il détient également le portefeuille de la Défense. À la suite de la chute de Laurent Gbagbo et de l'arrivée à la présidence de la République d'Alassane Ouattara, Guillaume Soro forme son quatrième gouvernement le 1er juin 2011, gouvernement qui prend fin le 8 mars 2012 à la suite de sa démission,.

#### Président de l'Assemblée nationale
Le 12 mars 2012, Guillaume Soro est élu à l'unanimité président de l'Assemblée nationale, ce qui fait de lui le deuxième personnage de l'État.
Son mandat est marqué par une activité accrue et d'un rôle renforcé du parlement. Il est par ailleurs amené à effectuer plusieurs voyages diplomatiques, notamment en Europe et en Asie. En mai 2016, lors de la 14e Conférence parlementaire afro-arabe, Guillaume Soro est désigné président de cet organe parlementaire, cadre d'échanges entre les députés africains et leurs homologues du monde arabe. Il est également membre de l'Assemblée des parlementaires francophones.
En tant que président de l'Assemblée nationale, il centre ses actions principalement sur la jeunesse, les questions sociales, mais également sur les questions liées à l'environnement. Il souhaite notamment que la Côte d'Ivoire recoure davantage aux énergies renouvelables, objectif qu'il réaffirme à quelques semaines de la COP21, en septembre 2015 déclarant que "la question de l'écologie reste une préoccupation majeure".
Il appelle régulièrement à une lutte plus efficace contre les inégalités et à une croissance plus inclusive en assurant une meilleure répartition des fruits de la croissance. Lors de son discours de Nouvel An au personnel de l’Assemblée nationale et aux députés, il invite d'ailleurs ces derniers à placer la dernière année de la législature sous « le sceau du social et de la solidarité aux plus vulnérables ». Il déclare également l’année 2016 comme « année de la solidarité ».
Au lendemain de l'attentat de Grand-Bassam en 2016, Guillaume Soro fait part de ses propositions de réformes en matière sécuritaire. Il propose ainsi de créer des unités antiterroristes ou des forces spéciales afin de faire face à la menace terroriste grandissante. Selon lui, une réforme des services de renseignements ivoiriens, afin de donner plus de place au renseignement humain, s’avère nécessaire, ainsi qu’une meilleure coopération entre les services de renseignements régionaux. Afin d’apaiser les tensions religieuses susceptibles d’être exploitées par mouvements terroristes, il se prononce en faveur d’un État laïc et appelle à une pacification des relations entre le Nord musulman et le Sud chrétien et animiste.
Il est réélu président de l'assemblée nationale en 2017.
À l'issue des mutineries de janvier et mai 2017, l’ancien chef rebelle est accusé par une partie de l'entourage du président Ouattara d'avoir encouragé voire fomenté ces dernières, la presse internationale se faisant l'écho de son rôle trouble. Ces accusations se fondent notamment sur la découverte d'un important stock d’armes à Bouaké dans une maison appartenant à son directeur du protocole Souleymane Kamagaté Koné alias « Soul to Soul », et ce bien que Guillaume Soro assure que les armes étaient stockées là depuis la crise postélectorale de 2011.
À la suite des vives tensions qui l'opposent au président Ouattara à la suite de cette affaire, le chef de l'État annonce fin janvier que Soro présentera sa démission du poste de président de l'Assemblée nationale le mois suivant. Soro ne rejoint pas le nouveau parti Rassemblement des houphouëtistes pour la démocratie et la paix, dirigé par Ouattara et annonce sa démission le 8 février 2019, au cours d'une session extraordinaire de l'Assemblée nationale,.

### Candidature à la présidence, mandat d'arrêt international et condamnation à perpétuité

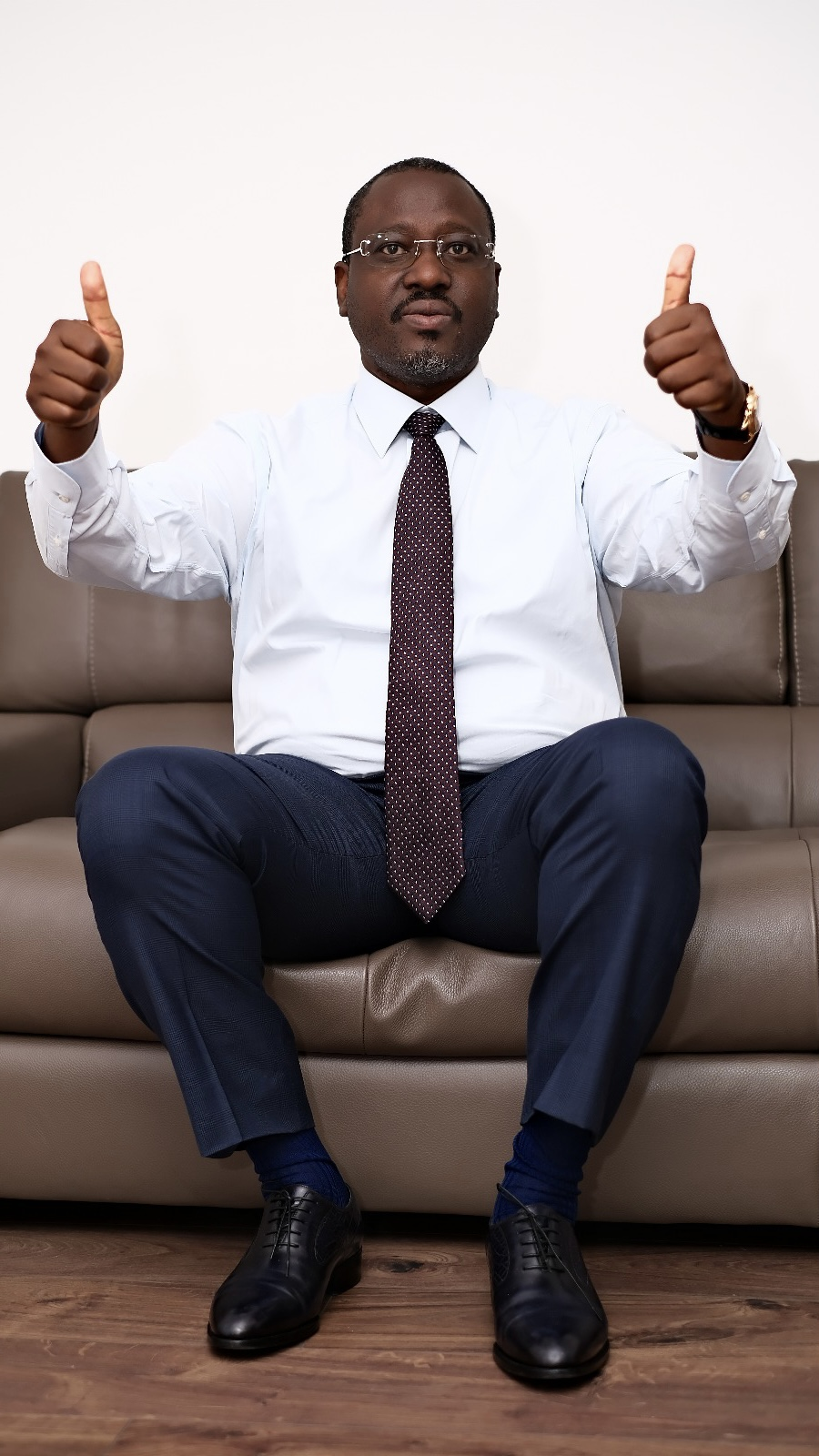

En octobre 2019, Soro annonce sa candidature à l'élection présidentielle d'octobre 2020.
Dans la foulée de l'annonce de sa candidature, Guillaume Soro lance un « mouvement citoyen », Génération et Peuples solidaires, qui vise à réunir l'ensemble des organisations pro-Soro (Comité politique, Mouvement pour la promotion des nouvelles valeurs en Côte d’Ivoire - MVCI, Rassemblement pour la Côte d'Ivoire - RACI, Alliance nationale pour le changement - ANC) en vue de l'élection présidentielle,.
En octobre, Soro annonce son retour en Côte d'Ivoire pour le 9 novembre après six mois à l'étranger.
Le 20 décembre 2019, le Trésor saisit le Procureur de la République d’une plainte contre Guillaume Soro et autres pour des actes de concussion et des faits de détournement de deniers publics commis en 2007 alors qu’il occupait les fonctions de Premier ministre. Trois jours plus tard, le Procureur de la République annonce que la Direction de la surveillance du territoire l’a informé que Guillaume Soro, qui séjournait à l’étranger, projetait d’attenter à l’autorité de l’État et à l’intégrité du territoire national. Un mandat d'arrêt international est émis le même jour pour « tentative d'atteinte à l'autorité de l'État et à l'intégrité du territoire national ».
Saisie par Guillaume Soro, la Cour africaine des droits de l'homme et des peuples demande fin avril 2020 la suspension de l'exécution du mandat d'arrêt international contre Soro et la remise en liberté de 19 de ses proches ou partisans de Soro qui ont été arrêtés depuis décembre 2019,. Cette décision pousse la Côte d'Ivoire a retirer la capacité des personnes privées de saisir la CADHP
Le 28 avril, s'ouvre à Abidjan un procès contre Soro pour « détournements de fonds et blanchiment » : il lui est reproché l'achat d'une villa dans le quartier résidentiel de Marcory en 2007 avec des fonds de l'État. Le procès se déroule sans Soro, en exil et sans ses avocats qui dénoncent une parodie de procès. Après un procès de 3 heures, Soro est reconnu coupable de « recel de détournement de deniers publics » et « blanchiment de capitaux ». Il est condamné à 20 ans de prison, 4,5 milliards de francs CFA d'amende et à la privation de ses droits civiques pendant cinq ans. Un nouveau mandat d'arrêt est émis,,. Ce procès est décrit par beaucoup d'observateurs comme « un règlement de compte politique ».
En octobre 2020, le procureur Richard Adou accuse Soro et une vingtaine de ses proches de « complot et atteinte contre la sécurité de l'État ».
En novembre 2020, le président français Emmanuel Macron déclare que la présence de Soro en France « n'est pas souhaitée » après l'appel de Soro à une insurrection en Côte d'Ivoire pour protester contre le troisième mandat contesté du président Alassane Ouattara. Selon RFI, la France aurait demandé à Soro de quitter le territoire français.
En mai 2021, Guillaume Soro est jugé par contumace pour « atteinte à l’autorité de l’État », « complot » et « diffusion de fausses informations tendant à jeter le discrédit sur les institutions et le moral des populations ». Une vingtaine de ses proches sont aussi jugés dans ce procès,.
Le 23 juin 2021, il est condamné à la prison à perpétuité dans l'affaire de la tentative de coup d'État en décembre 2019. La justice ivoirienne émet à son encontre un mandat d'arrêt international.
En mai 2023, Guillaume Soro annonce son intention de présenter sa candidature pour l’élection présidentielle de 2025. En novembre 2023, il déclare avoir été victime d'une tentative d'enlèvement en Turquie où il réside, de la part de policiers ivoiriens. Soro annonce le même mois « mettre fin à son exil ». Cette annonce est perçue comme celle d'un retour en Côte d'Ivoire ou dans un autre pays africain,.
Le 13 novembre 2023, il est reçu à Niamey par le général Abdourahamane Tiani, qui a pris le pouvoir au Niger après le coup d’État qui a évincé Mohamed Bazoum du pouvoir le 26 juillet 2023,. Selon Le Monde, à défaut de rentrer en Côte d'Ivoire, il réside depuis entre le Niger, le Mali et le Burkina Faso, trois régimes militaires.
Le 4 avril 2024, il révèle avoir parlé au téléphone avec Alassane Ouattara dans un but de réconciliation et d'apaisement politique en Côte d'Ivoire. Selon la communication de ses proches, cela faisait plus de cinq ans que les deux hommes ne s'étaient pas parlé.
Lors de ses voeux du 31 décembre 2024 adressés en visioconférence, Guillaume Soro fait taire avec humour les rumeurs indiquant qu'il souffrait d'un problème de santé grave alors que Le Monde consacre un article évoquant sa candidature à l'élection présidentielle de 2025 : « Je sais que beaucoup de rumeurs m’ont fait passer pour un souffreteux, mais je suis là devant vous pour vous dire que je me porte bien. Oui, délesté de quelques kilos, heureusement. Avant, tant j’avais de l’embonpoint, on me surnommait avec moquerie “le petit gros” ! ».

## Polémiques et affaires judiciaires
Guillaume Soro est éclaboussé en septembre 2014 par une affaire de traite d'êtres humains impliquant une ancienne compagne de Soro, Kadidia Sy, et deux nourrices burkinabés, maltraitées entre 2007 et 2010 en France. Les deux employées ont l'une après l'autre saisi le Comité contre l'esclavage moderne qui signala le cas à la justice française. L'ex-compagne de Guillaume Soro est finalement condamnée à un an de prison en octobre 2014.

### Affaire des écoutes téléphoniques au Burkina Faso
En novembre 2015, une écoute téléphonique entre deux voix attribuées à Soro et Djibrill Bassolé est diffusée. Elle montre l'implication supposée de Soro dans le coup d'État de septembre 2015 au Burkina Faso, aux côtés des putschistes, proches de Blaise Compaoré. La voix avoue aussi être à l'origine des exécutions des hommes politiques ivoiriens Désiré Tagro et Ibrahim Coulibaly. Soro nie toutefois l'authenticité de cette écoute. En janvier 2016, le Burkina Faso émet un mandat d'arrêt international à l'encontre de Soro pour son implication supposée dans le coup d'État de septembre.
En février 2016, une expertise réalisée par Norbert Pheulpin, membre du collège national des experts judiciaires en acoustique, et commandée par un avocat français, William Bourdon, vient corroborer la thèse du montage. On peut effectivement lire dans les conclusions de l'analyse rédigées par l'expert que « la pièce audio concernée ne peut être présentée comme étant l'enregistrement intègre d'une interception téléphonique classique (...) l'hypothèse d'une intervention de type montage peut être objectivement retenue ». La justice militaire burkinabè renonce le 6 juin 2016 à son mandat d'arrêt contre Guillaume Soro, demandant à la Côte d'Ivoire elle-même de poursuivre Guillaume Soro.

### Rapport de l'ONU sur la violation de l'embargo
En parallèle, le 4 avril 2016, l’ONU publie un rapport selon lequel Guillaume Soro aurait constitué illégalement un arsenal militaire en violation de l'embargo international,,. Le gouvernement exprime aussitôt des doutes sur le document qu'il reconnait ne pas encore avoir eu en sa possession pour vérification. De son côté, Guillaume Soro déclare dans un entretien avec le journal Le Monde que « ce n'est pas sérieux, ce rapport n'échappe pas à la règle des raccourcis et des ragots », précisant que de précédentes affirmations avancées auparavant par le même groupe d'experts se sont révélées fausses.

### Assassinat d'IB
Début mai 2020, une nouvelle plainte est déposée à Paris par l'association suisse Civitas Maxima contre Soro. Il est accusé de « crimes de guerre », « assassinat » et « torture » dans deux événements : des morts causés par ses troupes lors de combats pendant la guerre civile en juin 2004 et l'enlèvement et la mort d'IB en avril 2011,,.
En mars 2023, Guillaume Soro saisit la Cour européenne des droits de l'homme. Il s'oppose à la procédure lancée contre lui : il estime disposer de l'immunité pour les violences dénoncées dans la plainte car elles ont été commises lors de son mandat de Premier ministre,.
En juillet 2023, un juge d'instruction est désigné en France pour instruire la plainte.

## Culture
Le groupe ivoirien Magic System, qui le soutient, l'a fait monter sur scène en 2019 pour chanter leur tube Premier Gaou devant des milliers de spectateurs.